# 蔡霖
蔡霖（1434年—？），字洪濟，浙江鄞縣人，明朝政治人物。進士出身。

## 生平
順天府鄉試第一百十名。天順四年（1460年）庚辰科會試第一百十五名，殿試登進士第三甲第九十五名。

## 家族
曾祖蔡文三。祖父蔡和卿。父亲蔡均祥。